# Imru-l-Qays
Imru-l-Qays ibn Hujr al-Kindí (àrab: إمرؤ القيس بن حجر الكندي, Imru l-Qays ibn Hujr al-Kindī) o, més senzillament, Imru-l-Qays (fl. primera meitat del segle vi) fou el poeta preislàmic més conegut i l'autor de la primera muàl·laqa o poema penjat, en al·lusió a les cassides que en l'etapa de la poesia àrab oral gaudien l'honor de ser escrites en lletres d'or i penjaven al recinte de la Kaba per haver vençut en la famosa competició poètica d'Ukaz.

## Nom
Imru-l-Qays és un nom que podria traduir-se com ‘esclau de Qays', essent Qays un déu de la regió d'Hegra, a Medain-Salih.

## Biografia
La vida d'Imru-l-Qays ibn Hujr està envoltada de misteri i la seua biografia s'ha narrat amb moltes variants i sempre s'ha envoltat de circumstàncies llegendàries i esdeveniments sorprenents. Nasqué a Kinda, en ple cor d'Aràbia; era el fill més jove d'Hujr, darrer rei de la tribu Kinda. Gràcies a aquesta circumstància dedicà la seua joventut a una vida regalada, aficionat a la poesia, al plaer, al vi i a les dones. Aquesta vida i la seua afició a compondre poesia eròtica feren que son pare l'expulsara dues vegades de la tribu; esdevingué un rodamon, i mentre vagava pel desert es dedicava a la caça, a beure i a compondre cançons.
Sota el domini dels Kinda, estès per gran part d'Aràbia, hi havia els Banu Àssad, un clan beduí de Kufa que pertanyia a la tribu dels Quraix. D'aquest clan era Khadija, la primera esposa del profeta. El clan dels Banu Àssad es rebel·là contra el poder dels Kinda i Hujr, i el pare d'Imru-l-Qays fou assassinat pels rebels. Abid ibn al-Àbras, autor d'una altra muàl·laqa (en què compara l'egua amb l'àguila caient damunt una presa), arribà a vantar-se de ser l'assassí del pare d'Imru-l-Qays.
Després de la mort de son pare, fugí dels territoris dels Kinda i jurà dedicar la seua vida a venjar el seu pare i a recuperar el poder perdut pel clan. Va recórrer quasi tota la península Aràbiga a la recerca d'aliats; demanà ajut a altres tribus, tot i que amb prou feines tingué èxit. Aquesta vagabunderia per Aràbia li valgué l'àlies d'al-Màlik al-dil·lil, ‘el Rei errant’. En arribar a les fronteres dels làkhmides, fou expulsat per al-Múndhir, rei d'al-Hira, que matà la majoria dels seus seguidors. Després de la derrota es refugià al castell d'al-Ablak, prop de l'oasi de Tayma, sota la protecció d'as-Samawal. Aquest, possiblement jueu i que també es dedicava a la poesia, tot i que amb menys talent que Imru-l-Qays, l'acollí al seu castell amb hospitalitat. Quan Imru-l-Qays abandonà el castell d'as-Samawal li deixà al seu recer la seua cosina i la seua filla, i fins i tot la seua valuosa armadura i la resta del llegat de son pare. As-Samawal demostrà la seua gran lleialtat cap a Imru-l-Qays quan un exèrcit làkhmida li assetjà la fortalesa per aconseguir les pertinences del poeta; as-Samawal es negà a lliurar-les malgrat que els d'al-Hira tenien un fill seu com a ostatge; preferí veure morir el seu fill davant els seus propis ulls a trair el seu amic. La seua tenacitat en la defensa feu retirar-se els enemics del poeta. Aquest gran sacrifici feu que fora considerat un exemple de lleialtat.

### Viatge a Constantinoble i mort
La falta de suports a la península Aràbiga li feu demanar ajut a l'exterior per combatre els seus germans àrabs, cosa no ben vista en la societat de l'època. Aquest ajut provenia de Justinià I, emperador romà d'Orient, a qui visità en la cort de Constantinoble. L'emperador el rebé bé, probablement perquè ja havia tingut tractes amb son pare: l'havia nomenat governador de Palestina abans del seu ascens a la monarquia dels Kinda. Li oferí a Imru-l-Qays l'anterior càrrec del seu pare i l'acceptà en la seua cort com un noble més. Es diu que la filla de l'emperador se n'enamorà, i que el joc amorós entre la seua filla i el poeta enutjà Justinià; el convencé perquè tornara a Aràbia a venjar son pare i li regalà una «camisa de Nessus», una capa enverinada, que li provocà la mort l'any 550 prop d'Angora. La llegenda diu que quan es posà la capa se li començà a caure la carn; veient que anava a morir es baixà del cavall decidit a cavar la seua pròpia tomba, però molt prop d'on era hi havia la tomba d'una dona. Llavors decidí entrar en la mateixa fossa, i just abans de morir li dedicà uns versos a la que seria la seua companya en la mort. D'aquesta mort horrible es deriva el seu altre sobrenom, Dhu-l-Quruh, ‘l'Home cobert d'úlceres'.